# Vinnie Paul
Vincent Paul Abbott, známý jako Vinnie Paul (11. března 1964, Abilene, Texas, USA – 22. června 2018, Las Vegas, Nevada), byl americký heavy metalový bubeník a producent, který byl členem superskupiny Hellyeah, nejvíce se však proslavil jako člen a spoluzakladatel heavymetalové skupiny Pantera. Byl také spoluzakladatelem heavymetalové skupiny Damageplan, kterou  v roce 2003 založil se svým mladším, dnes už zesnulým bratrem Dimebagem Darrellem. Paul založil i hudební vydavatelství s názvem Big Vin Records.
Zemřel 22. června 2018 v Las Vegas ve čtyřiapadesáti letech. Úmrtí bylo oznámeno na facebookových stránkách Pantery.
Později se objevily zprávy, které uvedly jako příčinu úmrtí dilatační kardiomyopatie a choroba koronárních tepen. Vinnie zemřel ve spánku ve svém domě v Las Vegas.

## Vybavení
Vinnie používal od roku 1990 do roku 1992 během nahrávání alba Cowboys From Hell a turné bicí Tama Drums, poté na albech a turné Vulgar Display of Power a Far Beyond Driven od roku 1992 do roku 1996 bicí Remo Drums. A od roku 1996 do roku 2008 hrál na bicí Pearl Drums. V roce 2008 si pořídil bicí Ddrum. Po celou dobu své kariéry měl činely Sabian a paličky Vic Firth.

## Diskografie

### Pantera
- Metal Magic (1983)
- Projects In The Jungle (1984)
- I Am The Night (1985)
- Power Metal (1988)
- Cowboys From Hell (1990)
- Vulgar Display of Power(1992)
- Far Beyond Driven (1994)
- The Great Southern Trendkill (1996)
- Official Live: 101 Proof (1997)
- Reinventing the Steel (2000)

### Damageplan
- New Found Power (2004)

### Rebel Meets Rebel
- Rebel Meets Rebel (2006)

### Hellyeah
- Hellyeah (2007)
- Stampede (2010)
- Band of Brothers (2012)
- Blood for Blood (2014)
- Unden!able (2016)
- Welcome Home (2019)